# Jannik Lörcks
Jannik Lörcks (* 13. Dezember 2000 in Aachen) ist ein deutscher American-Football Spieler auf der Position des Wide Receivers.

## Karriere
Jannik Lörcks spielte in der Jugend beim American Football Club Aachen Vampires e.V. Er wechselte 2017 zum Team der Cologne Crocodiles und wurde im Jahr 2018 im Optima Sportpark in Schwäbisch Hall deutscher Meister der U19 im American-Football. Seit 2021 spielt er bei den Cologne Centurions in der European League of Football.
Er spielt überwiegend auf der Position des Wide Receivers und kommt auch im Special Team und als Holder beim Extra-Punkt und Field Goal zum Einsatz.

## Saisonstatistiken
| Jahr                                   | Team               | Spiele | Starts | Receiving | Receiving | Receiving | Receiving | Receiving | Receiving | Kick Returns | Kick Returns | Kick Returns | Kick Returns | Kick Returns |
| Jahr                                   | Team               | Spiele | Starts | Rec       | Tgt       | Yds       | Avg       | TD        | Lng       | Ret          | Yds          | Avg          | Long         | TD           |
| -------------------------------------- | ------------------ | ------ | ------ | --------- | --------- | --------- | --------- | --------- | --------- | ------------ | ------------ | ------------ | ------------ | ------------ |
| European League of Football            |                    |        |        |           |           |           |           |           |           |              |              |              |              |              |
| 2021                                   | Cologne Centurions | 9      | 0      | 4         | k. A.     | 26        | 6,5       | 1         | 9         | 1            | 0            | 0            | 0            | 0            |
| 2022                                   | Cologne Centurions | 12     | 11     | 48        | 67        | 533       | 11,1      | 4         | 37        | 0            | 0            | 0            | 0            | 0            |
| 2023                                   | Rhein Fire         | 9      |        | 17        | 23        | 219       | 12,9      | 3         | 43        | 0            | 0            | 0            | 0            | 0            |
| ELF Gesamt                             | ELF Gesamt         | 30     |        | 69        | 96        | 778       | 11,3      | 8         | 43        | 0            | 0            | 0            | 0            | 0            |
| Quellen: stats.europeanleague.football |                    |        |        |           |           |           |           |           |           |              |              |              |              |              |